# Sollevamento pesi ai Giochi della XVI Olimpiade - Pesi piuma
La competizione della categoria pesi piuma (fino a 60 kg) di sollevamento pesi ai Giochi della XVI Olimpiade si è svolta il giorno 23 novembre 1956  al Royal Exhibition Building di Melbourne.

## Regolamento
La classifica era ottenuta con la somma delle migliori alzate delle seguenti 3 prove:
- Distensione lenta
- Strappo
- Slancio

Su ogni prova ogni concorrente aveva diritto a tre alzate.

## Risultati
| Pos.    | Atleta               | Nazione           | Peso Atleta | Totale | Distensione lenta | Distensione lenta | Distensione lenta | Strappo | Strappo | Strappo | Slancio | Slancio | Slancio |
| Pos.    | Atleta               | Nazione           | Peso Atleta | Totale | 1                 | 2                 | 3                 | 1       | 2       | 3       | 1       | 2       | 3       |
| ------- | -------------------- | ----------------- | ----------- | ------ | ----------------- | ----------------- | ----------------- | ------- | ------- | ------- | ------- | ------- | ------- |
| Oro     | Isaac Berger         | Stati Uniti       | 59,3        | 352,5  | 102,5             | 107,5             | 107,5             | 100,0   | 105,0   | 107,5   | 132,5   | 137,5   | 137,5   |
| Argento | Evgenij Minaev       | Unione Sovietica  | 59,8        | 342,5  | 107,5             | 112,5             | 115,0             | 100,0   | 105,0   | 105,0   | 127,5   | 132,5   | 135,0   |
| Bronzo  | Marian Zieliński     | Polonia           | 59,9        | 335,0  | 100,0             | 100,0             | 105,0             | 97,5    | 102,5   | 105,0   | 127,5   | 132,5   | 132,5   |
| 4       | Rodney Wilkes        | Trinidad e Tobago | 60,0        | 330,0  | 95,0              | 100,0             | 102,5             | 95,0    | 100,0   | 105,0   | 125,0   | 132,5   | 135,0   |
| 5       | Hiroyoshi Shiratori  | Giappone          | 59,8        | 325,0  | 97,5              | 102,5             | 102,5             | 95,0    | 100,0   | 102,5   | 122,5   | 127,5   | 127,5   |
| 6       | Georg Miske          | Germania          | 59,9        | 320,0  | 95,0              | 100,0             | 102,5             | 90,0    | 95,0    | 97,5    | 120,0   | 125,0   | 125,0   |
| 7       | Tan Ser Cher         | Singapore         | 59,1        | 315,0  | 87,5              | 92,5              | 95,0              | 85,0    | 90,0    | 92,5    | 125,0   | 130,0   | 130,0   |
| 8       | Lee Gyeong-Seop      | Corea del Sud     | 59,9        | 312,5  | 90,0              | 95,0              | 95,0              | 95,0    | 95,0    | 102,5   | 117,5   | 127,5   | 132,5   |
| 9       | Jules Sylvain        | Canada            | 59,7        | 310,0  | 92,5              | 97,5              | 97,5              | 90,0    | 95,0    | 95,0    | 115,0   | 122,5   | 122,5   |
| 10      | Takahiro Yamaguchi   | Giappone          | 60.0        | 310,0  | 87,5              | 92,5              | 95,0              | 92,5    | 97,5    | 97,5    | 125,0   | 130,0   | 130,0   |
| 11      | Maurice Megennis     | Gran Bretagna     | 60,0        | 307,5  | 87,5              | 92,5              | 95,0              | 87,5    | 92,5    | 95,0    | 117,5   | 122,5   | 127,5   |
| 11      | Julian Creus         | Gran Bretagna     | 60,0        | 307,5  | 85,0              | 90,0              | 92,5              | 95,0    | 100,0   | 100,0   | 117,5   | 122,5   | 122,5   |
| 13      | Hussain Zarrini      | Iran              | 60,0        | 305,0  | 92,5              | 97,5              | 97,5              | 92,5    | 97,5    | 97,5    | 115,0   | 120,0   | 125,0   |
| 14      | Tun Maung Kywe       | Birmania          | 58,2        | 297,5  | 85,0              | 90,0              | 92,5              | 85,0    | 90,0    | 92,5    | 115,0   | 115,0   | 115,0   |
| 15      | Liem Kim Leng        | Indonesia         | 59,0        | 292,5  | 87,5              | 92,5              | 92,5              | 92,5    | 97,5    | 97,5    | 112,5   | 112,5   | 112,5   |
| 16      | Keith Caple          | Australia         | 59,6        | 287,5  | 82,5              | 87,5              | 92,5              | 82,5    | 87,5    | 90,0    | 110,0   | 115,0   | 115,0   |
| 17      | Koh Eng Tong         | Malesia           | 59,6        | 285,0  | 82,5              | 87,5              | 90,0              | 82,5    | 82,5    | 87,5    | 107,5   | 112,5   | 117,5   |
| 18      | Muhammad Bashir      | Pakistan          | 59,6        | 247,5  | 72,5              | 77,5              | 77,5              | 72,5    | 72,5    | 77,5    | 97,5    | 102,5   | 102,5   |
| -       | Rodrigo del Rosario  | Filippine         | 59,8        | -      | 102,5             | 107,5             | 107,5             | 87,5    | 87,5    | 87,5    | 117,5   | 117,5   | 117,5   |
| -       | Lim Jose-Ning        | Taiwan            | 59,6        | -      | 87,5              | 95,0              | 95,0              | 87,5    | 92,5    | 92,5    | -       | -       | -       |
| -       | Sebastiano Mannironi | Italia            | 59,3        | -      | 95,0              | 100,0             | 100,0             | 100,0   | 105,0   | -       | -       | -       | -       |